# AS Somasud
El AS Somasud es un equipo de fútbol de Madagascar que juega en la Liga Regional de Ilhorombe, una de las ligas regionales que componen el tercer nivel de fútbol en el país.

## Historia
Fue fundado en la ciudad de Toliara, en la región sur de Madagascar y ha pasado la mayor parte de su historia entre el segunda y el tercer nivel. Sus mejores años han sido en la década de los años 1980s, en donde formó parte del Campeonato malgache de fútbol por varas temporadas, incluyendo un título de liga en 1981, el único título de que ha ganado el club desde entonces.
A nivel internacional han participado en la Copa Africana de Clubes Campeones 1982, en la cual fueron eliminados en la segunda ronda por el Green Buffaloes de Zambia.

## Palmarés
- Campeonato malgache de fútbol: 1

1981

## Participación en competiciones de la CAF
| Temporada | Torneo                            | Ronda | Club               | Casa | Visita | Global |
| --------- | --------------------------------- | ----- | ------------------ | ---- | ------ | ------ |
| 1982      | Copa Africana de Clubes Campeones | 1     | Mhlume Peacemakers | 4-0  | 0-2    | 4-2    |
| 1982      | Copa Africana de Clubes Campeones | 2     | Green Buffaloes    | 1-3  | 0-3    | 1-6    |